# Keystudio
Keystudio ist eine Kompilation von Studioaufnahmen aus den Jahren 1996 und 1997, die die Progressive-Rock-Band Yes 2001 veröffentlichte. Auf ihr sind sämtliche Studioaufnahmen der Alben Keys to Ascension und Keys to Ascension 2 zusammengestellt.
Das Album sollte zunächst Keys to the Studio heißen, später Keys to the Studio Ascension, bevor man sich auf den endgültigen Namen einigte.

## Titelliste
1. „Foot Prints“ (Anderson/Squire/Howe/White)
2. „Be the One“ (Anderson/Squire/Howe)
  1. „The One“ (Anderson/Squire)
  2. „Humankind“ (Anderson/Squire)
  3. „Skates“ (Howe)
3. „Mind Drive“ (Anderson/Squire/White/Howe/Wakeman)
4. „Bring Me to the Power“ (Anderson/Howe)
5. „Sign Language“ (Howe/Wakeman)
6. „That, That Is“ (Anderson/Howe/Squire/White)
  1. „Togetherness“ (Howe)
  2. „Crossfire“ (Anderson/Squire)
  3. „The Giving Things“ (Anderson/Howe)
  4. „That Is“ (Anderson/Squire)
  5. „All in All“ (Anderson/White)
  6. „How Did Heaven Begin“ (Anderson/Howe/White)
  7. „Agree to Agree“ (Anderson/Squire)
7. „Children of the Light“
  1. „Lightning“ (Wakeman)
  2. „Children of Light“ (Anderson/Vangelis/Squire)
  3. „Lifeline“ (Wakeman/Howe)

Anmerkungen
- „Mind Drive“ geht auf eine Songidee zurück, die bereits im Jahr 1981 von der Band XYZ, (Chris Squire, Alan White und Jimmy Page) gespielt und als Instrumental #1 bekannt wurde. Ein ähnliches Rhythm-Pattern war auch in dem von Bill Bruford und Alan White auf der 'Union'-Tour (1991–1992) gespielten Schlagzeugduett zu hören.

- That, that is handelt von Gangs, Drogen und Gewaltverbrechen, ungewöhnliche Themen für Yes

- „Children of Light“ war bereits für das Album Anderson Bruford Wakeman Howe aufgenommen, damals jedoch nicht veröffentlicht worden. Anderson hatte es bereits in den späten 1970er Jahren geschrieben. In den achtziger Jahren war es für ein Jon-&-Vangelis-Album vorgesehen gewesen, das allerdings nicht zustande gekommen war. Der Song erschien erst auf Keys to Ascension 2. Rick Wakemans Intro „Lightning“ war kurz vor der Veröffentlichung gelöscht und erst bei der Wiederveröffentlichung des Songs auf Keystudio. (2001) wiederhergestellt worden. Stattdessen fehlt hier die Einleitung, die der Song dort hatte.

## Besetzung
- Jon Anderson – Gesang, Gitarre, Harfe
- Steve Howe – Gitarre, Gesang, (6-saitiger Bass auf „Be The One“)
- Rick Wakeman – Keyboards
- Chris Squire – Bass, Gesang, (Piccolo-Bass auf „Be The One“)
- Alan White – Schlagzeug, Gesang